# Воронович Михайло Михайлович
Михайло Михайлович Воронович (? — листопад 1918, Жмеринка, Вінницька область) — правник і чиновник, державний діяч Української держави, дійсний статський радник.

## Біографія
Походив із родини спадкових дворян.
1890 — по закінченні з золотою медаллю Імператорського училища правознавства працював у чині титулярного радника товаришем (заступником) прокурора Новгородського, а пізніше Петербурзького окружного суду.
1904–1905 — під час російсько-японської війни був уповноваженим Червоного Хреста.
Завдяки своїй зацікавленості у земельних справах, по закінченню війни був запрошений на посаду начальника управління землеробства Херсонської губернії. На цій посаді пропрацював до 1915, коли був призначений бессарабським губернатором.
1917 — звільнений Тимчасовим урядом з посади за власним проханням.
Переїхавши до Києва, став одним із чільних діячів Союзу земельних власників, був пов'язаний з Українською Народною Громадою. Під час Всеукраїнського з'їзду хліборобів (квітень 1918) підтримав Павла Скоропадського та утворення Української Держави.
Був призначений товаришем міністра внутрішніх справ у кабінеті Федора Лизогуба. На цій посаді відповідав за організацію поліції. Коли Лизогуба змінили на Гербеля, обійняв посаду міністра віросповідань замість Олександра Лотоцького.
Був направлений урядом на Ясську нараду країн Антанти замість Івана Коростовця, що мав стати міністром закордонних справ, для інформування їх щодо точки зору уряду Української Держави на поточну ситуацію та для повідомлення про готовність гетьмана підтримати білогвардійців.
Вбитий супротивниками гетьманського режиму у Жмеринці.